# Cilicaeopsis sculpta
Cilicaeopsis sculpta är en kräftdjursart som beskrevs av Baker 1928. Cilicaeopsis sculpta ingår i släktet Cilicaeopsis och familjen klotkräftor. Inga underarter finns listade i Catalogue of Life.